# Heilig Geist (Freiburg)

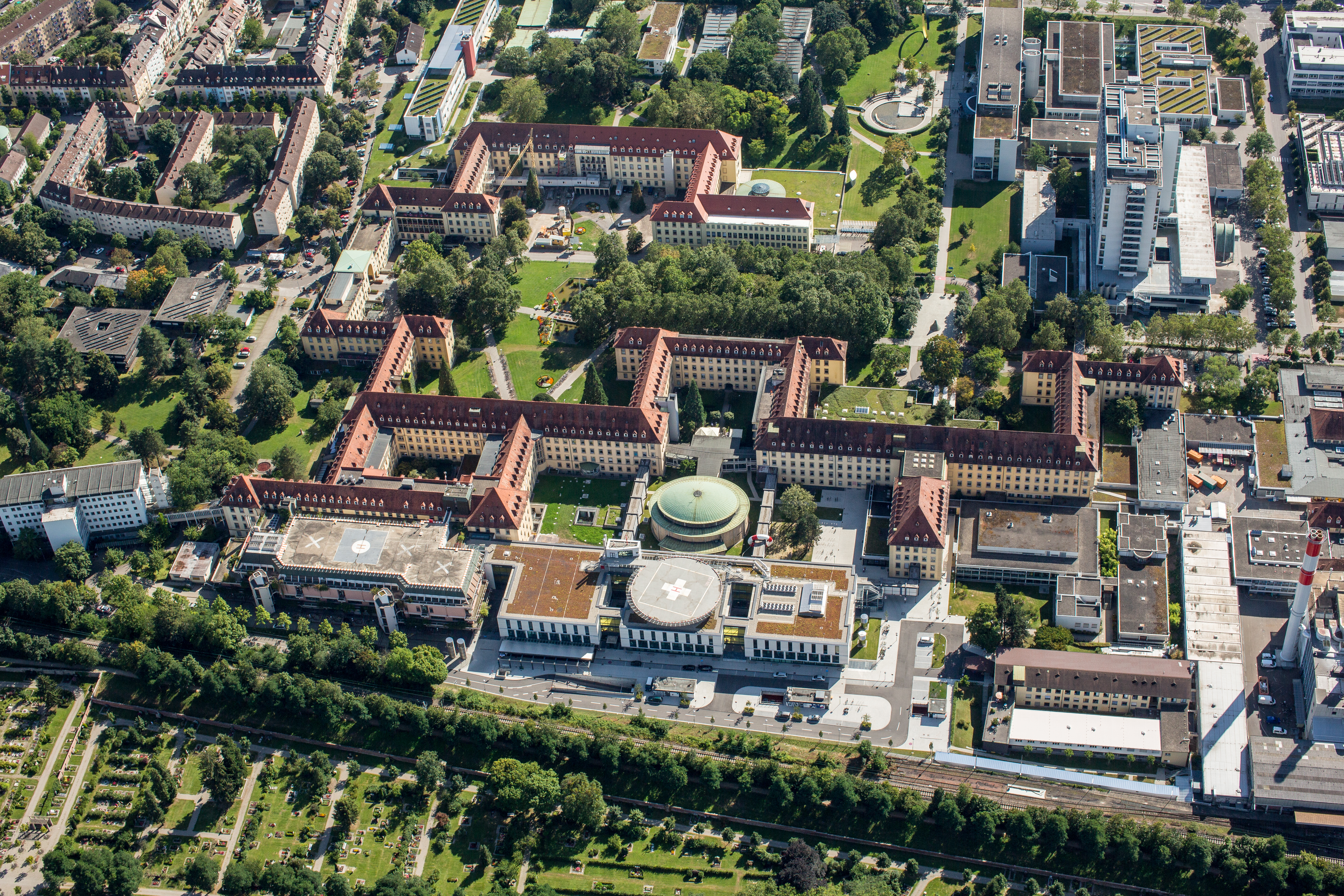
Klinikkirche (grüne Kuppel unterhalb der Bildmitte) im Universitätsklinikum Freiburg

Die Klinikkirche Heilig Geist ist ein römisch-katholisches Kirchengebäude auf dem Gelände des Universitätsklinikums Freiburg im Breisgau im Stadtteil Stühlinger. Sie gehört zur Seelsorgeeinheit Freiburg-Mitte im Dekanat Freiburg des Erzbistums Freiburg.

## Geschichte
Zum Ende des Wiederaufbaus des Klinikums nach den Zerstörungen des Zweiten Weltkriegs wurde die Kirche nach den Plänen des Architekten Horst Linde in den Jahren 1952 bis 1954 erbaut. 

## Beschreibung
Die Kirche hat die Form einer quergestellten Ellipse und besteht aus einem leicht wirkenden mit Ytongsteinen ausgemauerten Stahlbeton-Skelett und einer hölzernen flachen Kuppel, deren rautenförmiges Tragwerk innen sichtbar ist. Auf zwei Geschossen (Erdgeschoss und Empore) besteht eine direkte Verbindung zur medizinischen und zur chirurgischen Klinik. Diese Besonderheit macht sie neben der Diakoniekirche Halle zu einer bundesweit einmaligen Klinikkirche. Das Tageslicht in der Kirche kommt durch ein unterhalb der Kuppel umlaufendes Lichtband aus Betonmaßwerk mit teilweise farbiger Verglasung. Diese und das Mosaik der Altarwand stammen von dem Künstler Harry MacLean (Heidelberg).

## Orgel
Die Orgel mit 20 Registern auf zwei Manualen und Pedal aus dem Jahr 1954 wurde 2010 durch einen technischen Neuaufbau mit 19 Registern und 4 Transmissionen vom Unternehmen Waldkircher Orgelbau Jäger & Brommer ersetzt und am 19. Dezember zum ersten Mal wieder durch den Erzbischöflichen Orgelinspektor gespielt. Dabei wurden neben der Reinigung der Pfeifen eine neue Windanlage und neue Registerzüge eingebaut. Außerdem wurde der Spieltisch vor die Orgel verlegt.

## Nachweise
1. ↑  Freiburg im Breisgau / Stühlinger – Heilig Geist (Universitätsklinikum) – Orgel Verzeichnis – Orgelarchiv Schmidt. (deutsch).

Koordinaten: 48° 0′ 26″ N, 7° 50′ 20″ O